# 布氏艳蛛
布氏艳蛛（学名：Epocilla blairei）为跳蛛科艳蛛属的动物。分布于越南以及中国大陆的海南等地。该物种的模式产地在越南。